# Oleg Yesayan
Oleg Yesayan (12 novembre 1946) è un politico karabakho.
Ha ricoperto per la prima volta nella storia della neonata repubblica del Nagorno Karabakh la carica di Primo Ministro, all'indomani della proclamazione ufficiale dell'indipendenza dello stato (6 gennaio 1992).
Il suo mandato durò sino all'agosto successivo allorché venne sostituito in quel ruolo da Robert Kocharyan.
Dal 2 dicembre 1997 al 1º luglio 2005 è stato presidente dell'Assemblea Nazionale del Nagorno Karabakh.
In seguito ha ricoperto la carica di ambasciatore dell'Armenia in Bielorussia (2006) e dal 2010 nella Federazione Russa.

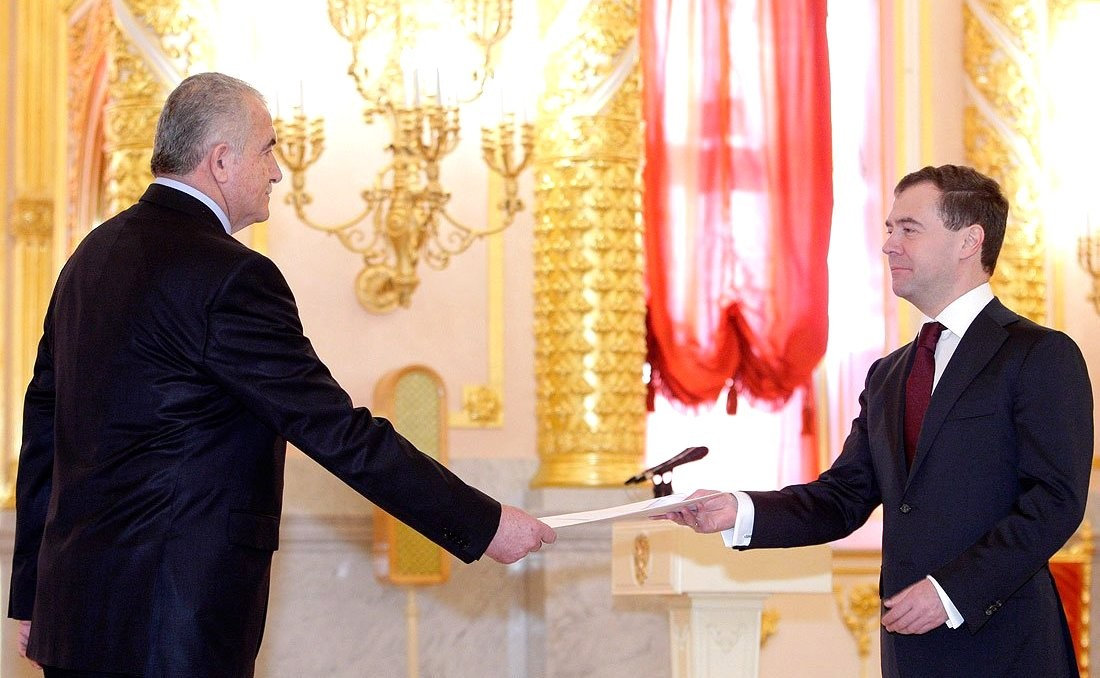
Yesayan presenta le sue credenziali di ambasciatore a Medvedev nel febbraio 2010.